# Morpho popilius
Morpho popilius is een vlinder uit de familie Nymphalidae. De wetenschappelijke naam van de soort is voor het eerst geldig gepubliceerd in 1874 door Carl Heinrich Hopffer.